# Notación descriptiva
La notación descriptiva, en ajedrez, es una nomenclatura utilizada para denotar y describir las posiciones y movimientos de una partida. Actualmente está en desuso y se prefiere el sistema algebraico. La FIDE solo admite el uso oficial de la notación algebraica desde 1981, aunque algunas federaciones como la de Estados Unidos (USCF) admiten aún el uso de la notación descriptiva.

## Características de este sistema
La notación descriptiva se refiere a una casilla determinada del tablero por la columna correspondiente a la pieza que la ocupa en la posición natural al comienzo de la partida, y por la fila (numeradas de 1 a 8), de manera simétrica para las piezas blancas y negras. 

### Columnas
Por tanto, debido a la posición inicial de las piezas en el tablero, las columnas del mismo se llaman, empezando de izquierda a derecha: 
| Nombre de la columna | Abreviatura en la notación descriptiva |
| -------------------- | -------------------------------------- |
| Torre dama           | TD                                     |
| Caballo dama         | CD                                     |
| Alfil dama           | AD                                     |
| Dama                 | D                                      |
| Rey                  | R                                      |
| Alfil rey            | AR                                     |
| Caballo rey          | CR                                     |
| Torre rey            | TR                                     |

Sin embargo, si no hay posibilidad de confusión, se utilizan las abreviaturas T, C y A para las columnas de torre, caballo y alfil. Si hay posibilidad de confusión sí debe especificarse si son de torre rey (TR) o torre dama (TD); caballo rey (CR) o caballo dama (CD) y alfil rey (AR) o alfil dama (AD). 

### Filas
Para referenciar una fila se recurre a una simple numeración de la fila 1 a la 8, siendo la número 1 la que está más cerca del jugador, esto es, donde se colocan las piezas mayores al principio del tablero. Podrá advertirse que, según esto, la notación para las filas es simétrica para blancas y para negras (cosa que no ocurre en la notación algebraica), siendo la fila 1 de las blancas la número 8 de las negras.

### Denominación de las piezas y de sus desplazamientos
|    |    |    |       |    |    |    |    |    |  |
|    | a8 | b8 | c8    | d8 | e8 | f8 | g8 | h8 |  |
| a7 | b7 | c7 | d7 xo | e7 | f7 | g7 | h7 |    |  |
| a6 | b6 | c6 | d6    | e6 | f6 | g6 | h6 |    |  |
| a5 | b5 | c5 | d5    | e5 | f5 | g5 | h5 |    |  |
| a4 | b4 | c4 | d4    | e4 | f4 | g4 | h4 |    |  |
| a3 | b3 | c3 | d3    | e3 | f3 | g3 | h3 |    |  |
| a2 | b2 | c2 | d2    | e2 | f2 | g2 | h2 |    |  |
| a1 | b1 | c1 | d1 ql | e1 | f1 | g1 | h1 |    |  |
|    |    |    |       |    |    |    |    |    |  |

Para indicarse el movimiento de una pieza a una casilla determinada se utiliza la abreviatura natural de cada pieza (P: peón, C: caballo, A: alfil, D: dama, R: rey, T: torre) seguida de la fila y después la columna correspondientes.
Ejemplo: para indicar el movimiento del alfil blanco de piezas blancas a la quinta fila de la columna de caballo de dama, se escribiría: A5C (se dice 'alfil 5 caballo'). Si hay posibilidad de confusión de que la columna a la que se mueva sea la de caballo rey o la de caballo dama, se utilizaría A5CD. Este movimiento sería, en notación algebraica, Ab5.
Cuando exista posibilidad de confusión entre dos mismas piezas, que pudieran ir a la misma casilla, se indica la columna en la que está la pieza (o la fila, si están en la misma columna) para distinguirlas y, a continuación, la casilla a la que va, tal como mencionamos antes. 
Ejemplo: si tenemos dos torres blancas, una en 1TD (primera fila de la columna de la izquierda, desde el punto de vista de las blancas) y otra en 1TR y queremos mover esta última a 1R, este movimiento se describe como: T(TR)1R (se dice 'torre que está en torre rey a 1 rey'). En notación algebraica este movimiento se escribiría como The1 (en realidad, simplemente se diría Te1 si solo hay una torre que puede situarse en la casilla e1).

### Capturas
Las capturas de piezas se indican mediante el símbolo x. Si no hay confusión posible, se puede escribir qué pieza captura a cuál. Si hay ambigüedad, se indica la posición de la pieza que captura o de la pieza capturada de la misma manera que antes.
Ejemplo: El caballo blanco, que estaba en 3AR, captura al peón negro que estaba en 5R. Si no hay posibilidad de otro caballo blanco capture un peón, se puede escribir: CxP (en notación algebraica esto sería Cxe5). Supongamos que hay otro caballo blanco en 4AD, que también puede capturar el peón. Entonces escribiríamos C(AR)xP.

### Enroques, jaques y coronaciones
Los enroques corto y largo, los jaques y jaque mate y las coronaciones se escriben igual que en notación algebraica, es decir:
- Enroque corto: 0-0
- Enroque largo: 0-0-0
- Jaque: +
- Jaque mate: ++
- Coronación: Se describe el movimiento de la pieza que va a coronar, a continuación, el signo ":" y a continuación, la abreviatura de la pieza en la que se convierte la pieza que corona.

### Movimientos sucesivos en una partida
Igual que en la notación algebraica, la partida se compone de una lista en la que se describen todas las jugadas realizadas. Cada jugada se describe con su número de orden; a continuación, el movimiento efectuado por las piezas blancas y , tras una coma, el movimiento efectuado por las piezas negras. 
Ejemplo de los primeros movimientos de una partida en notación descriptiva, acompañados de la traducción a notación algebraica, entre paréntesis.
1. P4R, P4R (e4, e5)

2. A4AD, A4AD (Ac4, Ac5)

3. C3AR, C3AD (Cf3, Cc6)

4. P3D, P3D (d3, d6)

5. C3A, D2R (Cc3, De7)

6. 0-0, C3A (0-0, Cf6)

...